# Terceiro gênero

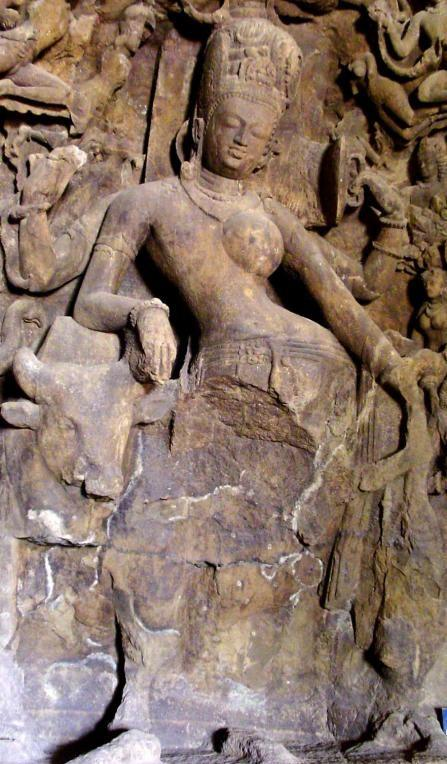
O deus hindu Shiva é frequentemente representado como Ardanaríxvara, possuindo uma natureza dual masculina e feminina. Normalmente, o lado direito de Ardhanarishvara é masculino; e o lado esquerdo, feminino. Esta escultura é das Grutas de Elefanta, em Mumbai.

Os termos terceiro género ou terceiro sexo descrevem indivíduos que não são considerados do género masculino ou feminino, em uma categoria social presente naquelas sociedades que reconhecem três ou mais géneros.

## Conceito
O estado de não ser masculino ou feminino pode ser entendido em relação ao sexo biológico, papel social de género, à identidade ou expressão de género, ou à orientação sexual. Para indivíduos ou culturas diferentes, um terceiro género ou sexo pode representar um estado intermediário entre homens e mulheres, um estado onde são ambos (como "o espírito de um homem no corpo de uma mulher"), o estado de ser neutro, a capacidade de cruzamento ou de trocar géneros ou sexos, ou outra categoria totalmente independente do masculino e feminino. Esta última definição é favorecida por aqueles que postulam por uma interpretação estrita do conceito de "terceiro sexo".
O termo tem sido utilizado para descrever Hijras da Índia e Paquistão; Fa'afafine da Polinésia; e virgens juramentadas dos Balcãs, entre outros; e também é usado por muitos desses grupos e indivíduos para descrever a si próprios.
O termo "terceiro" é geralmente entendido no sentido de "outro"; alguns antropólogos e sociólogos têm descrito um quarto, quinto e muitos géneros.
O pesquisador da UFMG, Rainner Jerônimo Roweder, define o terceiro género em sua pesquisa. Segundo ele, o terceiro género é uma alternativa neutralizante das diferenças geradas pelo género. Assim, aqueles que não se identifiquem como masculinos ou femininos possuem uma terceira margem, denominada de terceiro género, que amplia a autonomia da personalidade, o espectro de liberdade e de controle do próprio corpo dos seres humanos. Com o terceiro género, seria possível optar, ainda que temporariamente, por um género neutro, sem as amarras jurídicas ligas ao masculino ou ao feminino. Diferentemente da transgeneridade, que consiste numa identidade de género diferente da típica do sexo atribuído ao nascer, a teoria do terceiro género pretende abrir possibilidades inteiramente inovadoras, criando um novo género. Esse novo género não se identifica como masculino ou feminino, nem com todas as suas derivações já vistas neste trabalho. Essa terceira opção, que vai além do masculino e do feminino, já começa a ser percebida em algumas nações desenvolvidas e denota uma evolução no conceito de género. Além do caso da Índia, percebe-se sensível alteração legislativa e judicial na Alemanha e na Austrália, permitindo a escolha de um terceiro género.